# Van Moskou tot Maidan
Van Moskou tot Maidan is een documentaireserie voor de Nederlandse televisie over Oekraïne.
De zesdelige serie werd gepresenteerd door Jelle Brandt Corstius en van 23 februari tot en met 30 maart 2025 uitgezonden op Nederland 2 door de VPRO. De titel is een verwijzing naar twee eerdere series van Brandt Corstius over Rusland, Van Moskou tot Magadan uit 2009 en Van Moskou tot Moermansk uit 2010.

## Inhoud en afleveringen
1. "Vechten of vluchten", over het dilemma waar veel Oekraïense mannen voor staan, het leger in of niet. O.a. vanuit Vorochta en Kosmach in de Oekraïense Karpaten.
2. "Russische erfenis", over de delen van Oekraïne die in handen van de Russen zijn geweest en de beschadigingen (fysiek en psychologisch) die dat aanrichtte. O.a. vanuit Cherson en Dnipro in het zuidoosten.
3. "Land in oorlog", over de vraag hoe Oekraïne door blijft draaien in tijden van oorlog. Lege hotels, een gebombardeerde elektriciteitscentrale en veel nog altijd rijdende treinen. O.a. vanuit Lviv in het westen en hoofdstad Kyiv.
4. "Leven met het verleden", over de geschiedenis van de Koude Oorlog en de kernwapens en daarvoor de Holodomor en de Tweede Wereldoorlog. O.a. vanuit Pervomajsk, Lviv en Kyiv.
5. "Een nieuwe moedertaal", over de cultuuromslag die Oekraïne maakt waarin de Russische taal door het Oekraïens vervangen wordt en ook (Sovjet-)Russische beelden en boeken uit het leven verdwijnen. O.a. vanuit Kyiv en de buurt van Tsjernihiv.
6. "Een nieuwe generatie", over de toekomst van het land, een generatie die de Sovjet-tijd nooit heeft meegemaakt en meer op het westen gericht is. Tegelijkertijd komen veel mannen met een trauma terug van het front. O.a. vanuit Ternopil, Ivano-Frankivsk, Kyiv en skioord Bukovytsia.